# Las cartas de Evans
Las cartas de Evans es una serie de televisión argentina producida por Pablo Andrés Bramati y estrenada por Canal 7 de Chubut el 3 de noviembre de 2014. Fue escrita y dirigida por Nahuel Ferreyra y es protagonizada por Marina Biondini, Gabino Aschemacher, María Zamarbide y Marcial Lendzian.

## Sinopsis
De acuerdo con el sitio Acua MAYOR (perteneciente a la TDA), la sinopsis de esta producción es: 

«Cuando Laura, una doctora en lenguas, es contratada por Octavio, para traducir unas cartas que fueron halladas en la restauración de la capilla metodista Moriah, no imaginó el desenlace romántico que aquellos documentos originarían. La lectura de las cartas no sólo pone en evidencia los entretelones de la colonización de Chubut en manos de los galeses, sino que también revela un amor prohibido entre el joven Evans y Ellen, una mujer casada. El develamiento de aquella relación clandestina del siglo XIX, logra acercar a Laura y Octavio.»

## Elenco
- Marina Biondini como Laura
- Gabino Aschemacher
- María Zamarbide
- Marcial Lendzian
- Fernando Cendra

## Producción
En el año 2010, el Instituto Nacional de Cine y Artes Audiovisuales (INCAA) y el Consejo Asesor de Televisión digital terrestre en Argentina lanzaron la convocatoria al Concurso de Series federales de ficción de Argentina con el objetivo de impulsar la industria cinematográfica nacional. Este concurso posee como característica principal la federalización de la producción, por lo que se establece un ganador por cada región (Patagonia, Cuyo, NEA, NOA, Centro Norte y Metropolitana). Las cartas de Evans resultó ganadora del segundo concurso de Series de ficción federal por la región Patagonia y fue filmada entre abril y junio de 2012.
La serie fue fruto de un ambicioso plan de logística de rodaje, que incluyó una extensa parte del territorio provincial, desde Puerto Madryn, Trelew, Esquel y Trevelin, Gaiman, Dolavon, 28 de Julio, el dique Ameghino, Los Altares, Tecka, General San Martín, el parque nacional Los Alerces y sus zonas de influencia, reflejando en imágenes la diversidad de la Patagonia.
Esta producción fue declarada de Interés legislativo por la Legislatura de Chubut y recomendada al Poder Ejecutivo para declararla de Interés Provincial, también fue declarada de interés por el Concejo Deliberante de Puerto Madryn.

### Casting
En la serie trabajaron 121 personas con empleos directos, de las cuales 97 forman parte del elenco actoral, que prácticamente en su totalidad es local. Dentro de los actores principales se encuentran Marina Biondini, Gabino Aschemacher, María Zamarbide y Marcial Lendzian.